# Tapinoma gibbosum
Tapinoma gibbosum är en myrart som beskrevs av Hermann Stitz 1933. Tapinoma gibbosum ingår i släktet Tapinoma och familjen myror. Inga underarter finns listade i Catalogue of Life.